# Rhabdophis rhodomelas
Rhabdophis rhodomelas är en ormart som beskrevs av Boie 1827. Rhabdophis rhodomelas ingår i släktet Rhabdophis och familjen snokar.  Inga underarter finns listade i Catalogue of Life.
Denna orm förekommer på södra Malackahalvön, på Borneo, Sumatra, Java och på flera mindre öar i regionen. Den vistas i låglandet och i kulliga områden upp till 200 meter över havet. Individerna lever i skogar och de hittas ofta nära vattendrag. Rhabdophis rhodomelas kan vara dag- och nattaktiv. Honor lägger upp till 27 ägg per tillfälle.
Exemplar som känner sig hotade reser framkroppen och breder ut halsen liksom kobror. Arten är däremot inte lika aggressiv som Rhabdophis flaviceps.
För beståndet är inga hot kända och Rhabdophis rhodomelas är inte sällsynt. IUCN kategoriserar arten globalt som livskraftig.